# Netzwerktransparenz
Der Begriff Netzwerktransparenz bezeichnet die Eigenschaft, alle netzwerkspezifischen Aktionen vor dem Benutzer zu verstecken, beziehungsweise unsichtbar (transparent) zu machen. Der Benutzer eines Protokolls kann nicht unterscheiden, ob Aktionen lokal oder über das Netzwerk ausgelöst werden.

## Grafische Benutzeroberflächen
Zahlreiche moderne grafische Benutzeroberflächen, wie das X Window System, rio oder Aqua, sind netzwerktransparent. In diesen Umgebungen wird auf dem Rechner, der die Oberfläche ausgeben soll, ein grafischer Server gestartet, mit dem sich alle Bestandteile der Benutzeroberfläche verbinden: Die Fensterverwaltung, Interprozesskommunikation, Schriftartenserver, die einzelnen Anwendungsprogramme etc. Ob all diese Programme auf ein und demselben Rechner oder durch ein Netzwerk verbunden auf der ganzen Welt verteilt sind, spielt keine Rolle, da die Kommunikation über festgelegte Protokolle erfolgt.

## Datenbanken
In einer zentralisierten Datenbank werden die eigentlichen Daten (das Speichersystem) vom Benutzer abgeschirmt. In einer verteilten Datenbank werden die Daten dementsprechend vor einer weiteren Ressource abgeschirmt und für diese abstrahiert: Das Netzwerk. Auf diese Art macht es keinen Unterschied, ob eine Anwendung auf demselben Rechner wie die Datenbank läuft, oder ob der Client über das Netzwerk auf die Datenbank zugreift.

## Dateisysteme
Während Dateisysteme auf Datenträgern, auf die ein direkter Zugriff erfolgt, im Allgemeinen nur durch ein Betriebssystem gleichzeitig lesend- und schreibend geöffnet sein können, gibt es zahlreiche Netzwerks- und Cluster-Dateisysteme, die einen Datenspeicher netzwerktransparent zur Verfügung stellen können. Bekannt und verbreitet sind hierfür etwa SMB/CIFS, NFS und CXFS. Diese abstrahieren im Allgemeinen vorhandene lokale Dateisysteme mittels verschiedener Protokolle. Der Client bindet dann diese Daten transparent in seine Dateisystemstrukturen ein, sodass es für den Anwender im Idealfall keinen Unterschied macht, ob die Daten, auf die er zugreift, sich auf seiner lokalen Festplatte oder einem Server befinden.